# Takumi Fujitani
Takumi Fujitani (藤谷 匠 Fujitani Takumi?), född 6 december 1995 i Hyōgo prefektur, är en japansk fotbollsspelare.
Fujitani började sin karriär 2018 i FC Gifu.